# Pointe de Vouasson
Pointe de Vouasson är en bergstopp i Schweiz.   Den ligger i distriktet Hérens och kantonen Valais, i den södra delen av landet, 100 km söder om huvudstaden Bern. Toppen på Pointe de Vouasson är 3 490 meter över havet, eller 172 meter över den omgivande terrängen. Bredden vid basen är 1,4 km.
Terrängen runt Pointe de Vouasson är huvudsakligen mycket bergig. Närmaste större samhälle är Sion, 18,2 km norr om Pointe de Vouasson. 
Trakten runt Pointe de Vouasson består i huvudsak av gräsmarker. Runt Pointe de Vouasson är det glesbefolkat, med 11 invånare per kvadratkilometer.